# 拉讷维尔加尼耶
拉讷维尔加尼耶（法語：La Neuville-Garnier，法語發音：[la nøvil ɡaʁnje]）是法国瓦兹省的一个旧市镇，属于博韦区。

## 地理
拉讷维尔加尼耶（49°19'57"N, 2°2'24"E）面积7.85 平方千米，位于法国上法蘭西大區瓦兹省，该省份为法国北部内陆省份，北起索姆省，西接厄尔省和滨海塞纳省，南至塞纳-马恩省和瓦兹河谷省，东临埃纳省。
与拉讷维尔加尼耶接壤的市镇（或旧市镇、城区）包括：欧特伊、博蒙莱诺南、布赖地区贝尔讷伊、瓦尔当皮埃尔、维洛特朗。
拉讷维尔加尼耶的时区为UTC+01:00、UTC+02:00（夏令时）。

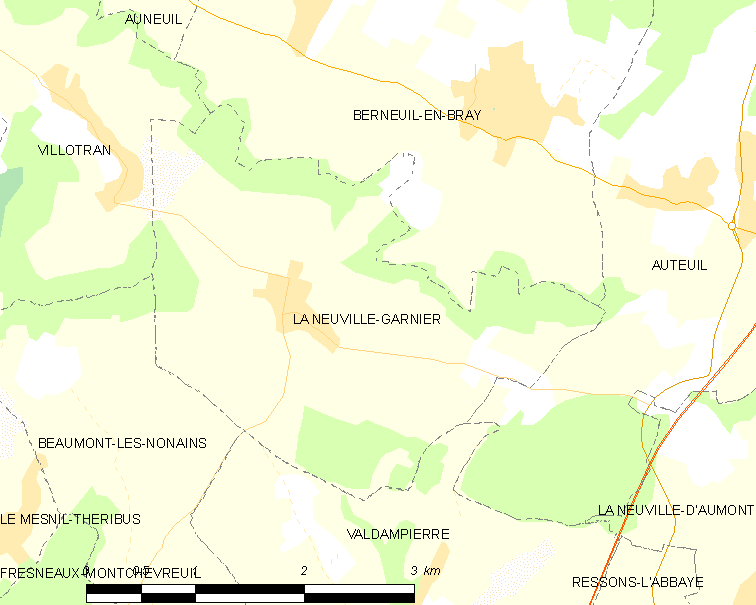
拉讷维尔加尼耶的OSM定位图

## 行政
拉讷维尔加尼耶的邮政编码为60390，INSEE市镇编码为60455。

## 政治
拉讷维尔加尼耶所属的省级选区为韦克桑地区肖蒙县。

## 人口

1962-2008年间拉讷维尔加尼耶人口变化图示

拉讷维尔加尼耶于2018年1月1日时的人口数量为256人。